# Karnali (rivière)
Pour les articles homonymes, voir Karnali.
La Karnali (népalais : कर्णाली, IAST : Karṇālī, API : [kʌrˈnɑːliː]) ou Ghaghara (hindi : घाघरा, IAST : Ghāghrā, API : [ˈɡʱɑːɡrɑː]), également retranscrit Gogra, Ghaghra ou Ghagra, Khakra translittéré en chinois en Jiagela he (chinois : 加格拉河 ; pinyin : jiāgélā hé ; litt. « rivière Jiagela »), autrefois K'ung-ch'iao Ho, est une rivière transfrontalière longue de 917 kilomètres qui prend sa source à 3 962 m d'altitude sur le plateau tibétain près du lac Manasarovar. Elle traverse la chaîne de l'Himalaya au Népal avant de confluer avec la rivière Sharda (à Brahmaghat en Inde), et de devenir, sur le reste de son parcours, sous le nom de Ghâgra ou Ghâghra, une importante voie de communication fluviale de l'État indien de l'Uttar Pradesh, qui se jette dans le Gange à Doriganj, près de la ville de Chhapra, dans l'État du Bihar. C'est la plus longue et large rivière du Népal et l'un des plus larges affluents du Gange. 
Son nom signifie mot à mot « sainte eau de la montagne sacrée », bien que Karnali puisse également se traduire par « rivière turquoise ».

## Cours de la rivière
Elle croît sur les pentes de l'Himalaya au Tibet, dans les glaciers de Mapchachungo, à une altitude d'environ 3 962 mètres. La rivière continue vers le sud par le Népal, sous le nom de Karnali, à travers l'une des régions les plus reculées et les moins explorées du pays. La rivière Seti longue de 202 kilomètres capte la partie occidentale du bassin et rejoint la Karnali au district de Doti, au nord de la colline de Dundras. Un autre affluent, la rivière Bheri longue de 264 kilomètres, s'élargit dans la partie occidentale de l'Himalaya près du Dhaulagiri et capte la partie orientale du bassin, rencontrant la Karnali près de Kuineghat dans le district de Surkhet.
Coupant vers le sud à travers les collines Siwalik, elle se divise en deux branches : Geruva à gauche puis Kauralia à droite aux alentours de Chisapani, qui se rejoignent au sud de la frontière indienne pour former la Ghaghra. D'autres affluents originaires du Népal sont la Rapti occidentale, la Kali ou Mahakali (frontière naturelle entre le Népal occidental et l'Inde) et le petit Gandak. Un autre affluent important de la Ghaghara en Inde est la rivière Sarayu, célèbre pour border la ville d'Ayodhya (capitale du royaume de Dasharatha). Puis, elle s'écoule au sud-est à travers les États indiens de l'Uttar Pradesh et du Bihar pour rejoindre le Gange à Chapra, au bout de 1 080 km. Elle transporte plus d'eau que le Gange avant sa confluence. La rivière Sarayu est considérée comme apparentée à la Ghaghra moderne ou comme l'un de ses affluents.

## Bassin versant
Le bassin versant de la Karnali réside entre les chaînes du Dhaulagiri au Népal et du Nanda Devi dans l'Uttarakhand. Au nord, il se trouve à l'abri de la chaîne de l'Himalaya. Le bassin formé par la rivière a une surface totale d'alimentation de 127 950 km2 dont 45 % se situe sur le territoire indien.
La population des districts népalais du bassin versant a augmenté de 1,9 million d'habitants en 1971 à 4,7 millions en 2001, soit une croissance de presque 250 % sur trente ans. De même, la densité moyenne de la population sur le bassin a augmenté de 87 hab/km2 en 2001 contre 53 hab/km2 en 1981. Il y a donc une croissance régulière dans la population des districts du bassin de la Karnali. 
Le taux d'alphabétisation moyen des districts du bassin a augmenté de plus de 7,5 % en 1971 à 45 % en 2001. 
Le bassin a un réseau routier total de 2 640 km. La vitesse de développement de ce réseau est très lent dans les différents districts.

## Glaciers
L'Himalaya népalais a dévoilé 3 252 glaciers et 2 323 lacs au-delà de 3 500 mètres d'altitude. Ils couvrent une aire de 5 323 km2 avec une réserve de glace estimée à 481 km3. 
En comparaison, le bassin de la rivière Karnali possède 1 361 glaciers et 907 lacs, couvrant une aire de 1 740,22 km2 et une réserve de glace estimée à 127,72 km3.

## Zones administratives, districts
Au Népal, le bassin de la Karnali est l'une des 14 zones du Népal dans la région montagneuse du Nord-Ouest, la plus reculée, et n'est pas encore accessible par un réseau routier suffisant. Elle occupe environ 50 % du pays, ce qui en fait la plus grande zone administrative du Népal avec environ 13 000 km2 de superficie. La capitale de la zone est Jumla. Elle est divisée en 5 districts  :
- le district de Dolpa
- le district de Humla
- le district de Jumla
- le district de Kalikot
- le district de Mugu.

La zone de Karnali a la population la plus faible du Népal. Elle ne comporte aucune ville majeure au Népal et est traversée par une unique route importante, la Mahendra Highway (en), à travers Karnali Chisapani. Aujourd'hui, une nouvelle route, la Karnali Highway, est en construction jusqu'à Jumla.  
En Inde, les districts administratifs du bassin de la Karnali sont :
- Ambedkarnagar, Azamgarh, Barabanki, Basti, Ballia, Bahraich, Deoria, Faizabad, Gonda, Gorakhpur, Sant Kabir Nagar, Jaunpur, Kheri, Lakhimpur, Sitapur pour l'État de l'Uttar Pradesh
- Siwan pour l'État du Bihar.

Les villes importantes en Inde comprennent :
- dans l'Uttar Pradesh : Akabarpur, Ayodhya, Faizabad, Bahraich, Barabanki, Basti, Deoria, Dohrighat, Gonda, Gorakhpur, Khaililabad, Sitapur, Siddharthnagar, Saint Kabir Nagar et Tanda
- dans le Bihar : Chhapra, Deoria, Siwan, Saran et Sonepur.